# Ben-J
Ben-J, ou parfois stylisé Ben J, de son vrai nom Fabien Loubayi, né le 9 juillet 1976 à Sarcelles, dans le Val-d'Oise, est un chanteur de reggae et rappeur. Il est l'un des deux membres, avec Jacky Brown, du groupe de musique Nèg' Marrons. Ben-J a fait partie du collectif Secteur Ä, qui a vu l’éclosion des rappeurs Passi, Stomy Bugsy et Doc Gynéco, entre autres.
Il est également connu pour être l'un des membres du groupe de rap Bisso Na Bisso.

## Biographie
Fabien Loubayi est né le 9 juillet 1976 à Sarcelles, dans le Val-d'Oise. Il est le troisième d’une fratrie de quatre enfants[réf. souhaitée]. 
Inspiré par le mouvement hip-hop, il se met à l'écriture dans les années 1990[réf. souhaitée].

### Ses débuts
Avec Jacky Brown et Djamatik, Ben-J fonde le groupe Nèg' Marrons. Ils sont révélés au grand public en 1995 grâce à leur chanson La monnaie présente sur la bande originale du film Raï de Thomas Gilou,. Leur premier album, Rue Case Nègres, nom tiré du film homonyme réalisé par Euzhan Palcy, est enregistré à Londres, au Royaume-Uni. L'album sort en 1997.
Ben-J s'éloigne peu à peu du milieu scolaire à l'âge de 18 ans[réf. souhaitée].
En 1998, il fonde avec ses amis Jacky Brown, Pit Baccardi, Patou et Stéphane, le label discographique Première Classe à l'initiative de titres à succès tels que On fait les choses interprété par Mystik, Pit Baccardi, Rohff et les Nèg' Marrons, extrait de la première compilation du label, intitulée Première classe vol. 1.
Le deuxième volet Première Classe Vol. 2 - Les faces-à-face verra le jour le 15 janvier 2001.
Ben-J devient directeur artistique et producteur de Jalane, la voix féminine du label Première Classe, dont l'album génère quatre titres notables Femmes (Cette Fois, Je Sais), Ma Musique, Où Va Le Monde et Oublie-Le (En Duo Avec Natho).
En parallèle, le deuxième album des Nèg' Marrons, Le Bilan sort et devient disque d'or en cinq semaines puis double disque d'or.
Le premier extrait de Le Bilan atteint la 16e place des classements français en juillet 2000.
Ben-J participe à un projet plus large en tant que membre du groupe Bisso Na Bisso avec Passi, Mystik, M'Passi, 2 bal 2 neg et Ärsenik.
Le groupe comptabilise plus de 250 000 exemplaires vendus en France et le single Show ce soir, extrait de leur deuxième album, atteint le Top 3 des meilleurs ventes de single en France.
Ensemble, ils remportent les prix du « meilleur groupe africain » et du « meilleur clip » pour le single éponyme aux Kora Awards d’Afrique du Sud.
Après sept années d'absence, il sort un cinquième album signé Nèg' Marrons que le groupe intitule Valeurs sûres

### Projets solos
Au début de l'année 2013, Ben-J s'offre une escapade en solo en annonçant la sortie de son album Dancehall C4, qu'il enregistre dans son studio parisien. L'album sort le 3 juin 2013 et contient 14 chansons inédites, avec la participation de nombreux invités de la scène reggae hexagonale ou caribéenne comme Pompis, Jacky Brown et Sir Samuel. Néanmoins, il tient à préciser que « sa priorité reste Nèg' Marrons ».
En juin 2019, il signe un single intitulé Si Dieu le veut. Ce nouveau titre évoque le panafricanisme, la spiritualité, le challenge, l'épanouissement, et des sujets peu abordés dans ses précédents projets[réf. souhaitée].
Il crée le Label « AWA NDÉ MUSIC », un studio d’enregistrement situé en plein cœur de Brazzaville ainsi qu’un espace consacré aux arts de la scène pour développer la nouvelle génération d’artistes congolais[réf. souhaitée].
Après deux décennies et 1,5 million d'albums vendus, les productions de son Label Première Classe, le projet Noyau Dur, ses duos avec Fally Ipupa, Wyclef Jean, Cesária Évora, Tonton David ou encore Alpha Blondy, Ben-J est aujourd'hui une signature vocale reconnue dans l'histoire musicale urbain,.

### Autres activités
À 40 ans, Ben-J décide de reprendre ses études et intègre Sciences Po à Paris, où il valide en 2018 un Executive Master en « Politique et management du développement ».
Depuis janvier 2019, il est consultant chargé des industries créatives et culturelles au sein de la Banque africaine de développement à Abidjan (Côte d'Ivoire). Par ailleurs, il est également membre du comité de pilotage du dispositif « LIVE » à l'initiative de la Première dame Brigitte Macron et du groupe LVMH,,.
Ben-J accompagne des institutions et des entreprises dans leur programme de responsabilité sociale[réf. souhaitée].

## Discographie

### Album studio
- 2013 : Dancehall C4

### Albums collaboratifs
- 1997 : Rue Case Nègres (avec Nèg' Marrons)
- 1999 : Racines... (avec Bisso Na Bisso)
- 1999 : Live 15 mai 99
- 2000 : Le Bilan (avec Nèg' Marrons)
- 2000 : Secteur Ä All Stars (avec Secteur Ä)
- 2003 : Héritage (avec Nèg' Marrons)
- 2005 : ND (avec Noyau Dur)
- 2008 : Les Liens Sacrés (avec Nèg' Marrons)
- 2009 : Africa
- 2015 : Valeurs sûres (avec Nèg' Marrons)
- 2018 : Best of Secteur Ä (avec Secteur Ä)

### Apparitions
- 2001 : Album Genése de Passi
- 2002 : Album Etc de Perle Lama
- 2002 : Album Avec le Cœur de 3e Œil
- 2006 : Compilation Dis L’heure 2 Afro Zouk
- 2007 : Album Droit Chemin de Fally Ipupa
- 2007 : Album J'arrive de Dragon Davy
- 2007 : Album Saveurs Exotiques Les Déesses
- 2008 : Compilation Reggae Dancehall Mania avec le titre Je t'invite avec Cherokee
- 2008 : Compilation Yakuza Bomayé de DJ Skoll
- 2011 : Album L'un pour L'autre de Thierry Cham